# På drift mot Idaho
På drift mot Idaho är en amerikansk independent-äventyrsdramafilm från 1991 skriven och regisserad av Gus Van Sant, löst baserad på Shakespeares Henrik IV, del 1, Henrik IV, del 2 och Henrik V.

## Handling
Berättelsen följer två vänner, Mike Waters och Scott Favor, spelade av River Phoenix respektive Keanu Reeves, när de ger sig ut på en personlig upptäcktsresa som tar dem från Portland, Oregon, till Mikes hemstad i Idaho, och sedan till Rom på jakt efter Mikes mamma.

## Premiär
Filmen hade premiär på Filmfestivalen i Venedig 1991, och fick till stor del positiva recensioner från kritiker, bland andra Roger Ebert samt från The New York Times och Entertainment Weekly. Filmen fick måttlig ekonomisk framgång och spelade in över 8 miljoner dollar, över dess beräknade budget på 2,5 miljoner dollar. Phoenix fick flera priser för sin insats i filmen, inklusive Volpi Cup för bästa skådespelare vid filmfestivalen i Venedig 1991, bästa manliga huvudroll från Independent Spirit Awards och bästa skådespelare från National Society of Film Critics.

## Eftermäle
På drift mot Idaho anses vara ett landmärke inom New Queer Cinema, en rörelse i början av 1990-talet inom oberoende filmskapande med queertema. Sedan lanseringen har den vuxit i popularitet och ansetts vara en kultklassiker, särskilt bland HBTQ-publik. Filmen är känd för sitt då tabubelagda ämne och avantgardistiska stil.

## Rollista
| River Phoenix   | – Michael "Mike" Waters        |
| Keanu Reeves    | – Scott Favor                  |
| James Russo     | – Richard Waters               |
| William Richert | – Bob Pigeon                   |
| Rodney Harvey   | – Gary                         |
| Chiara Caselli  | – Carmela                      |
| Michael Parker  | – Digger                       |
| Jessie Thomas   | – Denise                       |
| Grace Zabriskie | – Alena                        |
| Flea            | – Budd                         |
| Tom Troupe      | – Mayor Jack Favor             |
| Udo Kier        | – Hans                         |
| Wade Evans      | – Wade                         |
| Vana O'Brien    | – Sharon Waters, Mike's mother |
| James Caviezel  | – Airline clerk                |

## Fortsatt läsning
- Van Sant, Gus (1993). ”Gus Van Sant: Swimming Against the Current”. Even Cowgirls Get the Blues & My Own Private Idaho. Interview by Graham Fuller. Faber & Faber. ISBN 9780571169207